# Chirita glasgovii
Chirita glasgovii är en tvåhjärtbladig växtart som beskrevs av Ridley. Chirita glasgovii ingår i släktet Chirita och familjen Gesneriaceae. Inga underarter finns listade i Catalogue of Life.